# Angelines
Angelines est un prénom féminin espagnol pouvant désigner :

## Prénom
- Angelines Fernández (1922-1994), actrice mexicano-espagnole
- Angelines Rodríguez (en) (née en 1969), coureur longue-distance espagnole